# Arta, Grecia
Arta este un oraș în Grecia aflat în vestul Greciei, în apropiere de Ioannina (aproximativ 70 km).De asemenea se învecinează cu Preveza și Insula Lefkada. Orașul este faimos pentru podul construit peste râul Arachtos, situat la vest de centru.